# 半导体中的隧道效应
半導體中的隧道效應（又稱穿隧效應，tunneling effect）是指量子穿隧效應體現在半導體元件上的一個例子。這種現象在半導體元件的尺度不斷縮小後愈加明顯。

## 描述
半導體中的穿隧效應，一般發生於半導體元件因散熱不佳而過熱時，電荷帶有過多的動能，越過量子能障，產生非預定的電流。半導體中的電荷包括電子與電洞，基於等效質量的差異，電子比電洞發生穿隧的機率更高。穿隧效應對MOSFET的影響包括：穿隧過絕緣氧化層，或穿隧過通道。除特殊用途（見應用條目）外，這兩種穿隧都會使半導體元件失靈。

### 閘極破壞
一方面由於半導體元件整體的尺度不斷縮小，一方面為加強閘極對通道的控制，閘極絕緣氧化層的厚度也愈來愈薄，使得電荷的穿隧效應變得更加明顯，也更加嚴重。電荷穿隧過絕緣氧化層，稱為「打穿」（punch through），會導致閘極的破壞。近來，業界嘗試以高介電係數（high-k）材料取代以往的二氧化矽絕緣氧化層，以提高等效電容厚度（equivalent oxide thickness, EOT）。

### 漏電流
電荷穿隧過通道，會導致漏電流的產生，我們可以由閾值電壓（又稱為門檻電壓或臨界電壓，threshold voltage）的下降來衡量它的嚴重性。

## 應用
穿隧效應不單具有破壞性。某些快閃記憶體（Flash）反過來利用了穿隧效應來儲存電荷，這些快閃記憶體在控制閘極（controlling gate）與絕緣氧化層間設有懸浮閘極（floating gate），當於控制閘極施加高電壓時，電子被強烈電壓吸引而穿過絕緣氧化層到達懸浮閘極，此後電子受困於其中，就使該電晶體儲存有電荷資訊。